# Збірна Белграда з футболу
Футбольна команда «Белград XI» — збірна белградських футболістів, які взяли участь у двох турнірах Кубка ярмарків.
У турнірі мала взяти участь найкраща футбольна команда ярмаркового міста. Однак, оскільки правила дозволяли лише одну команду з кожного міста, клуби «Црвена Звезда», «Партизан», «Раднички» та «ОФК» (Белград) вирішили створити команду спеціально для цього турніру.
Вперше взявши участь у 1958-60 роках, команда дійшла до півфіналу. Але в матчі проти Барселони все закінчилося.

## Результати в Кубку ярмарків
| сезон   | Змагання      | Раунд       | Суперник       | Загалом | Перша гра       | Друга гра |
| ------- | ------------- | ----------- | -------------- | ------- | --------------- | --------- |
| 1958/60 | Кубок ярмарки | 1 раунд     | Лозанна        | 11:4    | 6:1 (Д)         | 5:3 (Г)   |
| 1958/60 | Кубок ярмарки | Чвертьфінал | Челсі          | 4:2     | 0:1 (Г)         | 4:1 (Д)   |
| 1958/60 | Кубок ярмарки | Півфінал    | Барселона      | 2:4     | 1:1 (Д)         | 1:3 (Г)   |
| 1960/61 | Кубок ярмарки | 1 раунд     | Лейпциг XI     | 8:6     | 2:5 (Г)         | 4:1 (Д)   |
| 1960/61 | Кубок ярмарки | 1 раунд     | Лейпциг XI     | 8:6     | 2:0 у Будапешті |           |
| 1960/61 | Кубок ярмарки | Чвертьфінал | Інтернаціонале | 1:5     | 0:5 (Г)         | 1:0 (Д)   |

Загальний результат: 11 ігор, 6 перемог, 1 нічия, 4 поразки, 26:21 м'ячі (різниця м'ячів +5)